# 17059 Elvis
A 17059 Elvis (ideiglenes jelöléssel 1999 GX5) a Naprendszer kisbolygóövében található aszteroida. John Broughton fedezte fel 1999. április 15-én.
Nevét Elvis Aaron Presley (1935–1977) amerikai zenész után kapta.